# Маслівка (Обухівський район)
Ма́слівка (давні назви — Маслів Став, Маслів Брід) — село в Україні, у Миронівській міській громаді Обухівського району Київської області. До 2020 року — адміністративний центр Маслівської сільської ради, а нині Маслівка — центр Маслівського старостинського округу. Населення становить 1494 особи.

## Назва
Колись село мало назву Маслів Брід. За переказами, назва походить від прізвиська козака Масло, який був одним з перших поселенців на території нинішньої Маслівки. Від Дикого Поля, перетинаючи річку Росаву, рівниною до цих місць пролягав караванний шлях. Саму річку переходили вбрід, тому й називали це місце Масловим Бродом. Згодом, імовірно, що нащадки козака Масла насипали через річку греблю та зробили великий став. Навколо почали селитися люди, утворивши хутір під назвою Маслів Став, який згодом розрісся в село Маслівка.

## Географія
Село Маслівка розташоване на лівому березі річки Росави, яка впадає в притоку Дніпра — Рось, за 109 км від обласного центру, 66 км від районного центру та 18 км від адміністративного центру міської громади. За 18 км знаходиться найближча залізнична станція Миронівка. На правому березі річки вздовж села на протязі 6 км зростає вільха, а за нею сосновий ліс з окремими масивами дуба. Біля середини села розкинувся став, порослий очеретом та осокою. З північного боку розкинулося центральне господарство ВСП «Маслівський аграрний фаховий коледж імені П. Х. Гаркавого Білоцерківського національного аграрного університету». Через село проходить автошлях Київ—Канів.
Урочища
- Хмільник — назва галявини у Маслівському лісі, де перебував головний табір війська Богдана Хмельницького під час народно-визвольної війни 1648—1654 років[9].
- Церковщина — місце, де у стародавньому Лоєві, за річкою Росавою розташовувалася давня церква, де нині розташований частково збережений старовинний цвинтар[10].
- Щербаха.

Вулиці
У Маслівці налічується 14 вулиць.
- Борисенка Петра
- Гагаріна Юрія
- Захарченка Григорія
- Комарова Володимира
- Кооперативна
- Лобаса
- Молодіжна
- Незалежності
- Польова (Чапаєва)
- Садова (Щорса)
- Тітова
- Хмельницького Богдана (Комсомольська)
- Шевченка Тараса
- Шкільна

## Населення
У 1790 році у Маслівці мешкала 901 особа, на початку 1860-х років — 1400 осіб. За переписом 1897 року кількість мешканців зросла до 2248 осіб (1048 чоловічої статі та 1200 — жіночої), з яких 2216 — православної віри, у 1900 році — 1959 осіб, на початку 1970-х років — 2552 особи. За даними всеукраїнського перепису населення 2001 року у селі мешкало 1910 осіб, у 2010 році — 1615 осіб, у 2023 році — 1494 особи.
Мова
Розподіл населення за рідною мовою за даними перепису 2001 року був наступним:
| українська | 1869 | 97,85 |
| російська  | 36   | 1,89  |
| білоруська | 2    | 0,1   |
| інші       | 3    | 0,16  |

## Герб
Опис: «На синьому золоті литаври, внизу палиці до них».
Литаври символізують козацькі ради, що згідно звичаю, скликалися з їх допомогою. Маслівський ліс служив цій меті неодноразово, надаючи селу загальноукраїнського значення («…Улюблене місце зборів було над річкою Росавою, особливо над Масловим Ставом…»).
Барабани у геральдиці означають готовність виступити в похід, проте палиці мирно складені внизу.
Синій колір — нагадує про місце розташування села понад річкою. Відлуння старих назв Маслів Став, Маслів Брід.
Золото — спадок минулих століть.

Кольори також пов'язують з покровителем села Святим Миколаєм.

## Історія

### Від першої згадки й до жовтневого перевороту 1917 року
У «Сказаниях о населенных местностях Киевской губернии или статистические, исторические и церковные заметки обо всех деревнях, селах, местечках и огородах, в пределах губернии находящихся» відомий краєзнавець Лаврентій Похилевич пише, що за переказами, на місці села існувало стародавнє укріплене місто Лоєв, яке простягалося на вісім верст вздовж Росави, від урочища Хмільник до Козина. В урочищі Хмільник було дві церкви та грецький монастир. Місто Лоєв було спалене татарами.
Перша писемна згадка про Маслів Став датована 1607 роком. У 1625 році поблизу Маслового Ставу збиралися козаки, готуючись до битви з польсько-шляхетськими військами коронного гетьмана Станіслава Конецпольського. Також тут відбулися козацькі ради 23 серпня 1630 року та 8 серпня 1632 року, що передували походам проти турків та татар. У 1635 році повсталі козаки скинули гетьмана та керівника реєстрових козаків Василя Томиленка, а козацька старшина обрала старшим (тобто гетьманом) Війська Запорозького реєстрового Саву Кононовича. Наприкінці 1638 року в урочищі Маслів Став була ухвалена «Ординація Війська Запорізького реєстрового», за яким скасувалася автономія Війська Запорозького й поставила Козаччину в безпосередню залежність від військової влади Речі Посполитої в Україні. Тоді Богдан Хмельницький утратив військове писарство (цей уряд скасували) і став одним з сотників Чигиринського полку.
У 1640 році генеральним писарем Війська Запорозького Іваном Виговським був складений козацький реєстр, за яким у складі Канівського полку значиться Маслівська сотня. Пізніше належало Речі Посполитій і входило до складу Канівського повіту Київського воєводства Корони Польської. Як слобода «Маслів Став» (Maslaustaw) зазначена на «Загальній карті України» Гійома ле Вассера де Боплана (1648).
Під час національно-визвольної війни 1648—1657 років у Масловому Ставі перед бойовими походами збиралися селянсько-козацькі війська. Звідси Богдан Хмельницький писав листа до путивльського воєводи Никифора Плещеєва, закликаючи його до спільної боротьби проти польської шляхти. Так, у липні 1648 року поблизу села розташовувався табір селянсько-козацького війська, очолюваного Богданом Хмельницьким, а також перебувала ставка гетьмана з похідною канцелярією. Також у липні цього ж року прибули селянські загони Максима Кривоноса, які першими рушили проти військ Яреми Вишневецького. З Маслового Ставу на початку осені 1648 року на битву з польською шляхтою під Пилявцями вирушали селянські полки.
Від 1660 років село відоме вже під сучасною назвою — Маслівка. Про Маслівку згадується, що у 1662 році поблизу села певний час стояла табором орда кримських татар, маючи намір переправитися на лівий берег Дніпра для наступу на війська наказного гетьмана Війська Запорозького на Лівобережжі Якима Сомка. За Андрусівським перемир'ям 1667 року Маслів Став лишився у складі Речі Посполитої.
Від 1719 року село перебувало у власності козацьких старшин Лизогубів. У 1796—1837 роках село Маслівка належало до Богуславського повіту Київської губернії. Після перенесення повітового центру з Богуслава до Канева у 1837 році та перейменування повіту на Канівський у 1846 році Маслівка вже належить до Канівського повіту Київської губернії. Від 1738 року Маслів Став у складі Канівського староства та у власності польського магната Миколи Потоцького. Пізніше село неодноразово було об'єктом купівлі-продажу польських магнатів, зокрема, від Потоцького село перейшло у власність графу Олізару. У XIX столітті Маслівка разом з селом Ємчиха належали до родового маєтку братів Олександра, Карла та Вячеслава Пшездецьких. У 1854 році Пшездецькі продали ці маєтності речицькому повітовому ватажку дворянства Мечиславу Владиславовичу Прозору. В селі збудували поташний та цегельний заводи, виробляли селітру. У поміщицькому господарстві розводили тонкорунних овець для ринкового збуту.
За інвентарним переписом Маслівки від 1 березня 1848 року у селі налічувалося 233 різнотипових господарства, за селянами було закріплено 1827 моргів орного поля та 79 моргів сіножатей. Працездатне населення налічувало 305 чоловіків та 330 жінок мало відробляти важку панщину. Поміщик та його економи завищували розмір панщини, доводячи її до семиденної; з найменшого приводу селяни зазнавали значних тортур. Економ маслівського поміщика Старчевський «виявляв схильність до покарання селян, часто без розбору він сік їх ранком у недільні дні в години служби Божої у церкві». Навесні 1848 року за відмову відробляти понаднормову панщину він до півсмерті побив місцевого селянина Петра Мартиненка, що викликало масові заворушення селян. Викликані з міста жандарми жорстоко придушили цей виступ селян (7 постраждалих), а ініціатора виступу Юхима Мороза ув'язнили. Через те, селяни доведені до відчаю тікали з села. Так, у 1843—1848 роках з Маслівки втекло 11 селян. У квітні 1855 року, під час Київської козаччини, селяни виступили проти панщини, вчинивши запеклий збройний опір каральному загонові, що був відряджений у село на придушення виступу селян.
У 1860 року у селі відкрито першу церковно-парафіяльну школу, де навчалося лише 50 дітей. Викладання та читання літератури українською мовою суворо заборонялося.
Селянська реформа 1861 року або скасування кріпосного права та «Положення про селян, що виходять з кріпосної залежності», згідно з яким її позбулися багато осіб. Водночас за поміщиками залишалися всі їхні землі. Вони були зобов'язані надавати селянам так званий «садибний притулок» та тимчасові обробіткові ділянки, розміри яких визначалися спеціальними «уставними грамотами». Громада залишалася, як і раніше, недоторканою. Але ці зміни не полегшили становища селян Маслівки, а навпаки позбавили селян безкоштовно користуватися угіддями, ставком. За найменший прояв непокори селян, як і раніше, жорстоко карали. Так, у квітні 1861 року за наказом управителя панського маєтку було закатовано Євмена Клименка. І через 19 років, невдоволені грабіжницькою царською реформою селяни у ніч з 14 на 15 серпня 1880 року знищили хлів з сільськогосподарським ренаментом та значні запаси сіна, соломи, ячменю та пшениці на території економії «Луки». Крім майна поміщика, згоріли будинок та крамниця місцевого купця Дивинського.
Станом на 1885 рік у колишньому власницькому селі Козинської волості Канівського повіту Київської губернії мешкало 1782 особи, налічувалося 311 дворових господарств, діяла православна церква Святого Миколая, двокласна міністерська школа, 3 постоялих будинки, водяний млин, десять вітряків та 9 кузень.
На початку XX століття село стало власністю барона Генріха фон Трітшеля, німця за походженням. Йому належали економії: «Костянтинівська» (878 десятин землі) та «Лука» (911 десятин землі), до яких примикали ліс та родючі луки. Тим часом на 410 селянських господарств Маслівки припадало лише 1559 десятин землі і якщо брати до уваги Канівський повіт в цілому, то близько половини селянських господарств повіту не мали землеробських знарядь та тяглової (робочої) худоби. Улітку 1902 року селяни відмовилися працювати в панських економіях  та вимагали підвищення оплати праці. 1904 року відкрилася двокласна міністерська школа. 1905 року маслівський поміщик скаржився канівському справнику, що 100 селян самовільно скосили 40 десятин луків, завдавши йому збитків на 1200 рублів. Протягом 1906 року за участь у революційних виступах було заарештовано 20 селян Маслівки та навколишніх сіл. Селянські виступи у Маслівці та навколишніх селах тривали два роки, від 1905 по 1907 роки.
Після столипінської реформи спричинила більший соціальний поділ селянства: збільшення найдрібніших та великих селянських господарств і зменшення середніх, власники яких продавали землю заможнішим, а самі виїжджали до міст. Так, у Маслівці станом на 1912 рік було 339 селянських господарств (1299 десятин землі), з них 14 — безземельних, 175 — малоземельних (до 3 десятин землі).
Напередодні жовтневого перевороту 1917 року у маєтку з'явилися нові власники — представники роду Терещенків, а саме — Надія Федорівна Короб'їна-Муравйова-Апостол, дочка відомого українського цукрозаводчика і мецената Федора Артемовича Терещенка. Після лютневої революції Надія Федорівна та її чоловік, дійсний статський радник і дипломат Володимир Володимирович Короб'їн-Муравйов-Апостол виїхали на постійне місце проживання за кордон. Отже доля маслівського помістя у вирі революційних подій  була б не завидною. Його просто б розграбували, якби не священик Маслівської Свято-Миколаївської церкви отець Іов Кузьмович Яровий та дяк цієї ж церкви, Віталій Олександрович Гордієнко. Саме Іов Яровий та Віталій Гордієнко через дипломатичну пошту звернулися до В. В. Короб'їна-Муравйова-Апостола з проханням дозволити відкрити у помісті суспільну гімназію. Невдовзі надійшла позитивна відповідь, тобто дозвіл на відкриття такого навчального закладу. Очолив гімназію випускник Петроградського історико-філологічного інституту Лев Юхимович Спиридович. Маслівська Російська суспільна гімназія успішно працювала протягом 1918—1920 років. І хоч за цей час влада у селі змінювалася неодноразово, жодна з воюючих сторін гімназію не чіпала.
Після жовтневого перевороту у Маслівці було створено комісію з розподілу поміщицької землі та інвентарю, який був завершений до весни 1918 року. Наприкінці 1918 року Маслівка була звільнена від росіян-комуністів німецькими військами та військами Директорія Української Народної Республіки, у серпні—грудні 1919 року окупована військами Добровольчої армії генерала Денікіна, у травні—червні 1920 року знову звільнена, але вже Військом Польським.

### Радянська влада в селі
Радянську окупаційну владу у Маслівці остаточно встановлено у липні 1920 року. Тоді ж був створений ревком, а згодом обрано сільську раду. У серпні того ж року заснували комітет незаможних селян, головою якого обрали П. Ю. Макаренка, організовано сільську кооперацію. У 1920 році відкрилася початкова школа для селянських дітей, а 23 грудня того ж року у Маслівці відкрився агрономічний технікум імені К. Тимірязєва. У лютому 1922 року в селі створено комсомольську організацію, секретарем якої став І. Л. Рибченко, у листопаді 1923 року за ініціативою О. Косака — виникла піонерська організація, у вересні 1924 року — партійна організація секретарем якої обрано О. Заблоцького.
1923 року у Маслівці організований радгосп імені Т. Г. Шевченка. У жовтні 1924 року 12 бідняцьких господарств з Маслівки об'єдналися у ТСОЗ, а наступного, 1925 року, до них додалося ще 25 бідняцьких господарств. У 1926 році на базі сільськогосподарського кредитного товариства створено машинно-тракторну станцію. До парку станції входили трактор «Фордзон», молотарка, прососушарка та сівалка. Весною 1928 року в селі був організований колгосп. Взимку 1930 року розпочалася колективізація, а навесні 1931 року у Маслівці було вже чотири колгоспи і усуспільнення селянських господарств було практично завершене. За ці жорстокі місяці розкуркулено 21 господарство, а одноосібника Зозулю Юхима Яковича, за спротив примусовій колективізації, засуджено до 3-х років позбавлення права проживати у 12 пунктах СРСР (реабілітований у 1989 році). У червні 1931 року замість 4 колгоспів стало 2: імені Сталіна та Комунар, але суті нового колгоспного кріпацтва це не змінило та призвело до Голодомору 1932—1933 років. Серед фактів людожерства по районах Київської області є й такий: Богуславський район, с. Маслівка — твердоздатчиця (прізвище не вказано) зарізала і з'їла 8-річну доньку, заарештована. Громадянка (прізвища та соцстану не вказано) повісила 3-х дітей та сама повісилася. Зі спогадів очевидців голоду, тоді у Маслівці від голоду померло близько 200 осіб. Встановлено прізвища лише 86 жертв, з них 8 — діти.
У другій половині 1930-х років у Маслівці почав працювати сільський клуб, де проводилися лекції, діяли гуртки художньої самодіяльності, духовий та струнний оркестри. Також були збудовані спортзал та стадіон. У 1936 році місцева футбольна команда посіла друге місце у чемпіонаті УРСР з футболу серед сільських колективів. Село було електрифіковане та радіофіковане, а також тут діяли лікарня, пологовий будинок, аптека, три бібліотеки. Потреби селян у пошитті одягу задовільняла кравецька артіль.
Під час Великого терору 1937—1938 років, коли сталінські репресії були різко посилені й доведені до максимуму своєї інтенсивності, було репресовано 17 мешканців села, багато хто не повернувся з таборів.
З початком німецько-радянської війни більшість чоловічого населення Маслівки пішла на фронт. Тракторний парк, колгоспну худобу було евакуйовано за Дніпро. Село було окуповане Вермахтом 5 серпня 1941 року. У перші дні німецької окупації загинули місцеві мешканці І. Л. Рибченко, Р. І. Красівський, П. Д. Мартиненко, Р. Мороз. З 1942 року на примусові роботи до Німеччини з Маслівки було вивезено 228 односельців, переважно молодих хлопців та дівчат. Оксентій Хоменко спільно з Петром Марценюком організували мережу підпільних організацій «Комітет 103», діяльність якої охоплювала Корсунський, Канівський та Миронівський райони. Весною-восени 1942 року Оксентій Хоменко переховувався у Маслівці, підтримуючи зв'язки з радянськими партизанами Кирила Солодченка та Василя Щедрова, які діяли у Таганчанському лісі. Були ув'язнені у концтаборі Бухенвальд Г. Д. Мартиненко та А. М. Красівська.
2 лютого 1944 року Маслівка була відвойована з-під німецької окупації підрозділами 206-ї стрілецької дивізії у складі стрілецьких корпусів 27-ї армії 1-го Українського фронту під командуванням полковника В. П. Колеснікова. В боях при відвоюванні села загинуло 50 вояків Червоної армії. За героїзм, проявлений під час німецько-радянської війни, 122 мешканці Маслівки нагороджені орденами та медалями. Серед них — рядовий сапер Г. Н. Захарченко, якому посмертно присвоєне звання Героя Радянського Союзу.

### Повоєнний розвиток села
Після війни зруйнована Маслівка була відроджена у найкоротші терміни. Почалося відновлення колгоспного господарства, де з усієї техніки залишилося лише 68 кінних плугів, 52 борони, 10 сівалок та 7 жаток. У селі було створено сім рільничих бригад та одну городню бригади, які складалися переважно з жінок та підлітків. Архівний запис про той період варто процитувати дослівно: «Усі роботи виконували жінки. Жали серпами. Молотили ціпами. Скиртували ряднами. Всю землю в городній бригаді копали лопатами. У полі орали коровами…». Незважаючи на нестачу техніки, робочих рук та тяглової сили, зусиллями селян місцева артіль своєчасно зібрала врожай, засипала насіннєві та страхові фонди. За перших шість місяців після звільнення села будо відремонтовано та заново збудовано 24 хати. У 1945 році при колгоспі створили ферму великої рогатої худоби, свино- та птахоферми, колгоспні стайні, де було 127 коней. 1946 року у селі обладнали радіовузол, згодом відремонтували приміщення сільського клубу та бібліотеки, почала працювати кіноустановка. При клубі почали діяти гуртки художньої самодіяльності.
Розвивалися допоміжні галузі господарства. У 1950 році в артілі було створено пасіку, закладено парники, господарство мало нафтовий двигун, круподерню, столярню та дві кузні. Споруджено цегельний завод.
У 1955 році маслівський колгосп імені Сталіна вийшов в число передових колгоспів Миронівського району. Зростала матеріально-технічна база господарства. Збільшився машинний парк колгоспу, широко впроваджувалася механізація трудомістких процесів на тваринницьких фермах. Широко розгорнулося будівництво. Вже на 1957 рік у колгоспі було дві стайні, чотири корівники, три телятники, три свинарники, дві птахоферми, чотири зерносховища, овочесховище та критий тік. Наступного, 1958 року, колгосп демонстрував свої трудові досягнення на Всесоюзній сільськогосподарській виставці у Москві. 1963 року у повному обсязі було завершено електрифікацію колгоспних приміщень. Зведено спеціальний механізований кормоцех для великої рогатої худоби. За допомогою спорудженої залізобетонної греблі так званий Маслівський Брід перетворений на широкий ставок, де розводять різні види риби та водоплавних птахів.
Станом на 1969 рік, в Маслівці працює будинок культури з глядацькою залою на 460 місць. У будинку культури функціюють різні гуртки художньої самодіяльності та бібліотека з книжковим фондом близько 8000 примірників. Працюють також магазини, їдальня, медична амбулаторія, аптека, дошкільний навчальний заклад та ясла-садок. Нині при будинку культури діють вокально-хореографічний ансамбль «Веселка», танцювальний колектив «Імпульс», самодіяльний зразковий дитячий оркестр духових інструментів, гурток художніх виробів.

## Освіта
У селі працюють Маслівський аграрний фаховий коледж імені П. Х. Гаркавого Білоцерківського національного аграрного університету та Маслівська гімназія Миронівської міської ради Київської області.
Для найменших мешканців села працює Маслівський заклад дошкільної освіти загального розвитку «Ведмежатко» Миронівської міської ради, розрахований на 50 місць, фактично заклад відвідує 21 дитина. Всі культурні заходи проходять в сільському Будинку культури, де щодня працює бібліотека.

### Маслівський аграрний фаховий коледж імені П. Х. Гаркавого Білоцерківського національного аграрного університету
Маслівський аграрний фаховий коледж імені П. Х. Гаркавого Білоцерківського національного аграрного університету було відкрито 23 грудня 1920 року як Маслівський агрономічний технікум, від 1922 року — Маслівський сортово-насіннєвий технікум імені К. А. Тимірязєва. Безпосереднім організатором закладу і його першим директором став професор Василь Іванович Іванов. Офіційно статус Маслівського інституту селекції і насінництва імені К. А. Тимірязєва він набув у 1928/1929 навчальному році. При Маслівському технікумі/інституті діяли два підготовчі відділення — агропрофшкола та робітфак. 1 вересня 1937 року Маслівський інститут згідно з Постановою РНК УРСР № 274 від 11 серпня 1937 року та наказу Наркомзему було реорганізовано в сільськогосподарський технікум з правами середнього навчального закладу, а студентів вишу для завершення навчання було переведено до Одеського та Харківського інститутів. У повоєнний час основним напрямком діяльності Маслівського сільськогосподарського технікуму стає уже не насінництво, а рільництво. Протягом 1946—1960 років у технікумі відкрито відділення механізації з виробничими майстернями та ливарним цехом при ньому, заочне відділення та нову спеціальність «Зоотехнія». 
У 1960-х роках над закладом нависла загроза реорганізації, або ж закриття, як малоперспективного. Сільські фахові навчальні заклади планувалося приєднати до великих навчальних центрів у Білій Церкві, Немішаєвому та Боярці. Тодішній директор Маслівського сільськогосподарського технікуму Микола Олексійович Слинько відстояв очолюваний ним навчальний заклад. Технікум не лише залишили у спокої, а ще й дозволили обрати для нього проєкт нового навчального корпусу, розрахованого на 600 студентів та нового гуртожитку. Триповерхова будівля нового навчального корпусу урочисто відкрита у 1972 році. Того ж 1972 року на базі навчального господарства технікуму та колгоспу імені XXII з'їзду КПРС створений Маслівський радгосп-технікум, який очолив Володимир Кирилович Сябрук.
Наприкінці 1970-х на початку 1980-х років, за керівництва Миколи Миколайовича Підопригори, одним з профільних напрямків навчально-виробничої діяльності Маслівського радгоспу-технікуму знову стає насінництво. 1978 року у закладі відкривається Школа управління (керівник І. Д. Приходченко) і того ж року студенти спеціальності «Агрономія» починають додатково освоювати робітничу професію — «Тракторист-машиніст III-го класу», а студенти спеціальності «Зоотехнія» — професію «Технік штучного осіменіння».
У 1987 році навчальному закладу присвоєно ім'я відомого селекціонера, академіка ВАСГНІЛ, заслуженого діяча науки УРСР Прокопа Хомича Гаркавого. 18 червня 1993 року відповідно до рішення Міжгалузевої акредитаційної комісії технікум віднесений до вищих закладів освіти I-го рівня акредитації. У 1994 році відбувається перший набір на навчання по спеціальності «Організація і ведення фермерського господарства», у 1997 році — на навчання за спеціальністю «Аграрний менеджмент». 31 січня 2000 року Маслівський радгосп-технікум імені П. Х. Гаркавого реорганізовано у Маслівський державний аграрний технікум імені П. Х. Гаркавого. У 2003 році тут відкривається ще одна спеціальність — «Фінансова справа та бухгалтерський облік на сільськогосподарських підприємствах», у 2005 році Маслівський державний аграрний технікум імені П. Х. Гаркавого було перейменовано у Державний вищий навчальний заклад «Маслівський державний аграрний технікум імені П. Х. Гаркавого». 2009 року Маслівський аграрний технікум імені П. Х. Гаркавого було реорганізовано шляхом приєднання до Білоцерківського національного аграрного університету як відокремлений структурний підрозділ без права юридичної особи, який іменується як Маслівський аграрний технікум імені П. Х. Гаркавого Білоцерківського національного аграрного університету, а 2020 року Маслівський аграрний коледж імені П. Х. Гаркавого реформовано у Відокремлений структурний підрозділ «Маслівський аграрний фаховий коледж імені П. Х. Гаркавого Білоцерківського національного аграрного університету».

### Маслівська гімназія Миронівської міської ради Київської області
Перша документальна згадка про школу у Маслівці датується 1860 роком, коли тут була відкрита церковнопарафіяльна школа на 50 учнів. Викладання та читання літератури українською мовою суворо заборонялося. Майже все населення села було письменним, але рідко, хто закінчував 6 років Міністерської школи та навчання переривалося на 4-5 році, особливо у дівчаток. У 1917-1919 роках школа не працювала, на весні 1920 року колишню Міністерську школу реорганізовано у Маслівську початкову школу. Функціонувала хата-читальня, гуртки художньої самодіяльності. На потреби школи були виділені колишні куркульські приміщення.
У Маслівській неповній (семирічній) середній школі у 1940 році працювало 17 вчителів та навчалося 430 дітей. Перед війною 1941 року за сприяння правління місцевого колгоспу та активної підтримки маслівчан була зведена нова будівля школи. Під час німецько-радянської війни будинок школи окупанти перетворили на конюшню, а згодом на ковбасний цех. Село звільнене від окупації 2 лютого 1944 року.
Після визволення села сільська громада самотужки відбудували зруйновану окупантами школу. Навчання тут розпочалося вже наприкінці лютого 1944 року. Протягом 1946—1950 років у школі навчалося 1685 учнів, зокрема, в одному класі у повоєнний час навчалися учні різних вікових груп — всі ті, хто пропустив навчання через війну. Навчання велося у чотирьох приміщеннях «малих» для молодших класів та у «великому» з 4 до 7, а пізніше й до 8 класу. У 1960 році на шкільному подвір'ї було зведено приміщення під шкільну майстерню, де учні могли в просторих приміщеннях навчатися роботі з металом та деревиною.
1 вересня 1970 року учні школи перейшли до сучасного нового двоповерхового приміщення, збудованого місцевим господарством у центрі села Маслівки. Школа розрахована на 450 місць. У 1994 році Маслівська неповна середня школа була реорганізована у Маслівську середню загальноосвітню школу, у 2000 році вона стала Маслівської загальноосвітньою школою I-III ступенів. З 2022 року Маслівська загальноосвітня школа I-III ступенів реорганізована у Маслівську гімназію Миронівської міської ради Київської області, що об'єднує початкову школу та гімназію. Нині у дев'яти класах школи навчається 144 учні.

## Пам'ятки, визначні місця

### Церква Святого Миколая
У 1746 році збудована дерев'яна церква Святого Миколая на місці давнішої, описаної у візиті за 1741 рік. У тому ж візиті вказано, що служив у тій церкві о. Андрій Пильновський, посвячений 8 вересня 1733 року у Києві, але ще 1841 року не був затверджений на посаді католицьким архієпископом. У 1860-х роках церкві належало 36 десятин землі, а по штатах її віднесено до 5-го класу.

## Археологічні розвідки
Досліджено сарматське поховання. Знайдено римські срібні монети II століття нашої ери. В селі, на краю лівого корінного берега ріки Росави, за півкілометра вниз від залізничного моста, на городах розташована велика територія оточена земляним валом — залишки зруйнованого давньоруського городища. Окремо від городища на полях — давньоруське селище та два кургани X—XIII століть. В урочищі Щербаха поблизу великого кургану серед виявлених археологічних знахідок були залишки цегли, залізних та чавунних виробів.

## Відомі люди
- Борисенко Петро Васильович — головний агроном колгоспів імені Сталіна та імені XXII з'їзду КПРС (с. Маслівка), Герой Соціалістичної Праці, Заслужений агроном УРСР. Кавалер ордена Леніна, ордену «Знак Пошани» та ордену Жовтневої Революції[7].
- Гаркавий Прокіп Хомич — радянський селекціонер, академік Всесоюзної академії сільськогосподарських наук імені Леніна, заслужений діяч науки УРСР, Герой Соціалістичної Праці.
- Захарченко Григорій Ничипорович — радянський військовик, учасник німецько-радянської війни, рядовий Червоної армії, сапер. У квітні 1944 року під час боїв за визволення Криму потрапив до німецького полону. 13 квітня 1944 року розстріляний разом з сімома побратимами. Посмертно присвоєне звання Героя Радянського Союзу[27]. На його честь названо одну з вулиць у Маслівці та встановлено його погруддя біля місцевої школи[9].
- Іщенко Віктор Леонідович — радянський футболіст та український тренер.
- Калініченко Михайло Михайлович — український журналіст і освітній діяч. Заслужений журналіст України.
- Кириченко Федір Григорович — український селекціонер, академік Всесоюзної Академії сільськогосподарських наук і лісівництва; Герой Соціалістичної Праці.
- Латута Опанасій Олександрович — один з керівників казахського національно-визвольного повстання 1916 року.
- Мартенко Володимир Миколайович (1969—2016) — український військовий, учасник російсько-української війни.
- Ольшанський Михайло Олександрович — радянський діяч, міністр сільського господарства СРСР. Кандидат сільськогосподарських наук, професор, дійсний член (академік) і президент Всесоюзної академії сільськогосподарських наук імені Леніна. Депутат Верховної Ради СРСР 6-го скликання.
- Пошевеля Михайло Михайлович (1895—19 жовтня 1937) — священик. Парох церкви Покрови Пресвятої Богородиці в Таганчі[37].
- Ремесло Василь Миколайович — український радянський вчений в галузі селекції та насінництва пшениці. Академік АН СРСР і Всесоюзної академії сільськогосподарських наук імені Леніна. Член-кореспондент Академії сільськогосподарських наук НДР. Доктор сільськогосподарських наук. Депутат Верховної Ради УРСР 6-10-го скликань.
- Сидоренко Володимир Павлович — український письменник.
- Шкварніков Петро Климентійович — радянський, український генетик, селекціонер, дослідник мутаційного процесу у рослин, викладач і організатор генетичної науки. Доктор біологічних наук, професор, академік.